# 阿灵顿 (得克萨斯州)
阿灵顿（英語：Arlington）是位于美国得克萨斯州塔兰特县的一座城市。作为达拉斯-沃斯堡-阿灵顿都会区的一部分，阿灵顿距离达拉斯市中心约19公里，距离沃斯堡市中心约32公里。
2020年，阿灵顿人口为394,266人，是塔兰特县中排第二，都市圈中排第三的城市。同时也是全美第50大，得克萨斯州第7大城市。
著名的美國職業棒球大聯盟球隊“德州遊騎兵”的主场全球人壽球场，美國球队“达拉斯牛仔”的主场AT&T體育場位於這裡。六旗游乐园在此也有分園。
阿灵顿与肯尼迪尔，大草原城，曼斯菲尔德和沃斯堡接壤，环绕着Dalworthington Gardens和Pantego等两个较小的社区。

## 历史
阿灵顿地区的欧洲定居点至少可以追溯到19世纪40年代。在1841年5月24日德克萨斯将军爱德华·塔兰特（塔兰特县以他的名字命名）与美洲原住民之间的战斗后，一个交易站在今天的阿灵顿（Marling Bone Spring）建立了起来（位置在32°42.136′N 97°6.772′W / 32.702267°N 97.112867°W）。该地区肥沃的土壤吸引了一些农民，到19世纪后期，一些与农业有关的企业已经建立起来。
阿灵顿于1876年沿德克萨斯和太平洋铁路建立。这座城市以弗吉尼亚州阿灵顿县的羅伯特·李将军的阿灵顿宫命名。阿灵顿逐渐成长为轧棉和种植中心，并于1884年4月21日建制成市 。到了1910年，这个城市可以提供水，电，天然气和电话服务，以及公立学校系统。1925年，人口估计为3,031，并在第二次世界大战前增加到4,000多人。
随着通用汽车装配厂的到来，阿灵顿于1954年开始了其大规模工业化的历程。汽车和航空航天的发展使这座城市成为1950年至1990年间全国人口增长率最高的城市之一。美国人口普查局的该市人口数据显示：7,692（1950），90,229（1970），261,721（1990），365,438（2010），到2011年将近374,000 。1951年到1977年，汤姆·范德格里夫在这段时期担任市长。1961年，德克萨斯州六旗游乐园在阿灵顿开园。1972年，华盛顿参议员搬到了阿灵顿并改名德州遊騎兵。2009年，达拉斯牛仔也开始在新建的牛仔体育场（现在的AT&T體育場）比赛。

## 地理
根据美国人口调查局，阿灵顿总面积约99.7平方英里（258平方）; 其中3.2平方英里（8.3平方）为水域，96.5平方英里（250平方）为陆地。
约翰逊溪，特里尼蒂河的一条支流，以及特里尼蒂河本身流经阿灵顿。

### 气候
阿灵顿属于柯本气候分类系统中的副热带湿润气候区域，这种区域是一个以炎热潮湿的夏季以及温和至凉爽的冬季为特征的气候带。

- 最高温记录是1980年的113 °F（45 °C）。
- 最低温记录是1899年的−8 °F（−22 °C）。
- 最大平均降水量发生在五月。
- 极端天气一般发生在四月和五月。
- 坐落在著名的龙卷道上。
- 冬季通常很温和，很少发生降雪（无雪年并不罕见）。

| 阿灵顿（德克萨斯州）        | 阿灵顿（德克萨斯州） | 阿灵顿（德克萨斯州） | 阿灵顿（德克萨斯州） | 阿灵顿（德克萨斯州） | 阿灵顿（德克萨斯州） | 阿灵顿（德克萨斯州） | 阿灵顿（德克萨斯州） | 阿灵顿（德克萨斯州） | 阿灵顿（德克萨斯州） | 阿灵顿（德克萨斯州） | 阿灵顿（德克萨斯州） | 阿灵顿（德克萨斯州） | 阿灵顿（德克萨斯州） |
| 月份                        | 1月                  | 2月                  | 3月                  | 4月                  | 5月                  | 6月                  | 7月                  | 8月                  | 9月                  | 10月                 | 11月                 | 12月                 | 全年                 |
| --------------------------- | -------------------- | -------------------- | -------------------- | -------------------- | -------------------- | -------------------- | -------------------- | -------------------- | -------------------- | -------------------- | -------------------- | -------------------- | -------------------- |
| 历史最高温 °F（°C）         | 93 (34)              | 96 (36)              | 100 (38)             | 101 (38)             | 107 (42)             | 113 (45)             | 110 (43)             | 112 (44)             | 111 (44)             | 106 (41)             | 89 (32)              | 90 (32)              | 113 (45)             |
| 平均高温 °F（°C）           | 54.7 (12.6)          | 59.1 (15.1)          | 66.1 (18.9)          | 73.9 (23.3)          | 81.6 (27.6)          | 89.2 (31.8)          | 94.1 (34.5)          | 94.4 (34.7)          | 86.6 (30.3)          | 76.5 (24.7)          | 65.0 (18.3)          | 56.3 (13.5)          | 74.8 (23.8)          |
| 日均气温 °F（°C）           | 44.9 (7.2)           | 48.7 (9.3)           | 56.1 (13.4)          | 64.4 (18.0)          | 73.6 (23.1)          | 80.9 (27.2)          | 85.1 (29.5)          | 85.4 (29.7)          | 77.2 (25.1)          | 66.1 (18.9)          | 55.4 (13.0)          | 46.4 (8.0)           | 65.4 (18.5)          |
| 平均低温 °F（°C）           | 35.1 (1.7)           | 38.3 (3.5)           | 46.2 (7.9)           | 54.8 (12.7)          | 65.6 (18.7)          | 72.6 (22.6)          | 76.1 (24.5)          | 76.3 (24.6)          | 67.8 (19.9)          | 55.6 (13.1)          | 45.7 (7.6)           | 36.4 (2.4)           | 55.9 (13.3)          |
| 历史最低温 °F（°C）         | −2 (−19)             | −8 (−22)             | 10 (−12)             | 29 (−2)              | 34 (1)               | 48 (9)               | 56 (13)              | 55 (13)              | 40 (4)               | 24 (−4)              | 19 (−7)              | −1 (−18)             | −8 (−22)             |
| 平均降水量 （mm）           | 2.41 (61)            | 2.91 (74)            | 3.54 (90)            | 3.01 (76)            | 5.41 (137)           | 4.32 (110)           | 2.66 (68)            | 2.23 (57)            | 3.17 (81)            | 4.49 (114)           | 2.66 (68)            | 2.79 (71)            | 39.6 (1,007)         |
| 平均降雪量 （cm）           | 0.3 (0.76)           | 0.4 (1.0)            | 0.1 (0.25)           | 0 (0)                | 0 (0)                | 0 (0)                | 0 (0)                | 0 (0)                | 0 (0)                | 0 (0)                | 0 (0)                | 0.2 (0.51)           | 1.0 (2.5)            |
| 来源：NWS Dallas/Fort Worth |                      |                      |                      |                      |                      |                      |                      |                      |                      |                      |                      |                      |                      |

## 人口
| 调查年                 | 人口    | 备注 | %±     |
| ---------------------- | ------- | ---- | ------ |
| 1880                   | 163     |      | —      |
| 1890                   | 664     |      | 307.4% |
| 1900                   | 1,079   |      | 62.5%  |
| 1910                   | 1,794   |      | 66.3%  |
| 1920                   | 3,031   |      | 69.0%  |
| 1930                   | 3,661   |      | 20.8%  |
| 1940                   | 4,240   |      | 15.8%  |
| 1950                   | 7,692   |      | 81.4%  |
| 1960                   | 44,775  |      | 482.1% |
| 1970                   | 90,643  |      | 102.4% |
| 1980                   | 160,113 |      | 76.6%  |
| 1990                   | 261,721 |      | 63.5%  |
| 2000                   | 332,969 |      | 27.2%  |
| 2010                   | 365,438 |      | 9.8%   |
| 2020                   | 394,266 |      | 7.9%   |
| 美国人口普查 2010–2020 |         |      |        |

2010年的人口普查数据显示，有365,438人，133,072户，90,099家庭居住在阿灵顿。人口密度为每平方英哩（1,472 /km²）3,811人。共有144,805套住房，平均密度为每平方英里1,510（5,833 /km²）。基于2010年人口普查，2011年该城市的种族构成估计为59％白人，18.8％黑人或非洲裔美国人，6.8％亚裔，0.7％美洲原住民，0.1％太平洋岛民，11.3％来自其他种族，3.3％来自两个或者两个以上种族。西班牙裔或拉丁裔人口占总人口的27.4％。

## 文化与娱乐
阿灵顿拥有一个六旗游乐园分园。同时还有一个六旗水上乐园。
阿灵顿是保龄球的全球总部。国际保龄球博物馆和国际保龄球名人堂均位于阿灵顿的国际保龄球园区。
Parks Mall购物中心，Highlands以及位于AT＆T体育场附近的林肯广场为阿灵顿市民提供了零售、餐饮、电影、溜冰、喜剧中心等购物和娱乐活动。
阿灵顿也是阿灵顿剧院的所在地，该剧院是全国最大的社区剧院之一，全年都有高质量的现场剧院，并为所有年龄段的人提供戏剧课程。 UT阿灵顿的Mainstage剧院是阿灵顿另一个着名的现场剧院场地。
市中心的阿灵顿艺术博物馆和UT阿灵顿的画廊是该市指定的艺术场所。
UT阿灵顿的天文馆圆顶剧院是德克萨斯州最大的天文馆剧院之一。
于2009年开业的Levitt Pavilion Arlington，每年在阿灵顿市中心举办50场免费音乐会，提供各种音乐类型。此外，Texas Hall和AT&T體育場体育场也是阿灵顿举办现场音乐会地点。

## 教育

### 高等教育
阿灵顿是几所公立和私立学院和大学的所在地。
公立学校
德州大學阿靈頓分校（UTA或UT阿灵顿）是北德克萨斯最大的大学。截至2016年秋季，该大学拥有大约40,000名学生 ，并且是阿灵顿市及其经济的宝贵资产。UT阿灵顿校区学术核心内的建筑物是达拉斯/沃斯堡大都会区最古老的建筑之一，包括普雷斯顿大厅，赎金厅，学院大厅和原阿灵顿高中。UT阿灵顿还在沃思堡市中心设有一个较小的分校。
塔兰特县学院东南校区位于阿灵顿。
私立学校
阿灵顿浸信会学院（ABC）是一所私立的四年制圣经学校，隶属于世界浸信会奖学金，提供本科和研究生学位。
卡普兰学院，作为凤凰城大学的分校也位于阿灵顿。奥格尔学校（一所美容学校）的旗舰校区位于阿灵顿。

### 中小学教育
阿灵顿居民居住在5个独立学区（ISD）中：阿灵顿独立学区，曼斯菲尔德独立学区，大草原城独立学区，赫斯特-尤利斯-贝德福德独立学区，肯尼迪尔独立学区。
此外，阿灵顿拥有数十所私立和公立特许学校，他们不隶属于任何独立学区。

## 经济

### 主要雇主
根据阿灵顿2018年综合年度财务报告（CAFR），该市的主要雇主是：
| 排名 | 雇主               | 雇员数量 |
| ---- | ------------------ | -------- |
| 1    | 阿灵顿独立学区     | 8,200    |
| 2    | 德州大學阿靈頓分校 | 5,300    |
| 3    | 通用汽车           | 4,484    |
| 4    | 德州健康医疗系统   | 4,063    |
| 5    | 六旗游乐园         | 3,800    |
| 6    | Parks Mall购物中心 | 3,500    |
| 7    | 通用汽车金融公司   | 2,965    |
| 8    | 阿灵顿市           | 2,509    |
| 9    | 摩根大通           | 1,965    |
| 10   | 德州遊騎兵         | 1,881    |

## 交通
1902年7月2日，第一辆达拉斯/沃斯堡“Interurban”無軌電車来到阿灵顿。这项饱受欢迎的服务在这三座城市之间展开，一直到运行到1934年圣诞节前夕，为商务和休闲提供便利的交通。電車路线沿着现在的Abram街穿过阿灵顿。
在美铁时代之前的旅客列车私人运营时代，德克萨斯州和太平洋铁路列车，诸如“德克萨斯鹰”和“路易斯安那鹰”，曾在阿灵顿设站，并在沃斯堡和达拉斯之间穿行。
阿灵顿市机场（GKY）整体位于阿灵顿，是阿灵顿市拥有的公共机场。它是達拉斯-沃斯堡國際機場和达拉斯爱田机场的疏缓机场（虽然它缺乏定期航班服务），目前用于通用航空。一些公司在机场上从事飞机业务，包括德事隆的贝尔直升机部门。
阿灵顿有两条州际高速公路，I-20，也被称为罗纳德·里根纪念公路，I-30，也被称为汤姆兰·德里纪念公路。360州级公路坐落在城市的东部边界上，287号美国国道横穿该市西南部。大多数情况下，这些纪念名字并不会用来称呼这些公路。此外，360收费公路连接曼斯菲尔德到阿灵顿和大草原城。这条收费公路也被称为羅莎·帕克斯纪念大道，以纪念这位民权活动家。在靠近287号国道，收费公路结束的部分，这段公路也被称为“参议员克里斯·哈里斯纪念公路”，以纪念这位帮助公路延伸的当地立法者。

## 姐妹城市
- 德国巴特柯尼希斯霍芬